# Leni Alexander
Leni Alexander Polack (Breslavia, 8 de junio de 1924 - Santiago, 7 de agosto de 2005) fue una compositora de nueva música, escritora, y guionista de radio. Su hijo Andreas Bodenhöfer también es compositor.

## Biografía
Hija de padres judíos, adoptada a los 11 años por Ilse Polack, quien fuera una destacada cantante de la Ópera de Hamburgo, su padre fue parte de un bufete de abogados. Pasó su infancia hasta el año 1939 en Hamburgo. de la destrucción nazi de la sinagoga de Hamburgo en la noche de los Cristales Rotos (Kristallnacht) del 9 y 10 de noviembre de 1938, sus padres decidieron huir de Alemania y emigraron a Chile en 1939, desde Ámsterdam. Se nacionalizó chilena. Estudió piano, violoncelo, armonía y contrapunto, con el sistema de música Montessori, diplomándose en 1942 y siendo docente trabajó con niños jóvenes y discapacitados; desarrollando interés en la composición. 
Realizó varias visitas de estudio a Europa, desde la década de 1950: París, Colonia, Venecia. Entre 1963 a 1968, estudió música electrónica, escribiendo varias piezas electrónicas. En 1969 recibió una beca Guggenheim viviendo varios años en París y en Colonia. Así asistió a cursos en Darmstadt y en Colonia, y produjo programas en Radio France y en la WDR de Colonia.
Como seguidora de Allende luego del golpe militar en Chile de 1973, permaneció en París. Comprometida con la ofensa a los derechos humanos por Pinochet, trabajó para Amnistía Internacional y con el Comité de Solidaridad con Chile.
Se casó en Chile, teniendo dos hijos Andreas y Bastián, y una hija Beatrice. El 7 de agosto de 2005, Alexander falleció en Santiago.

## Obra
Sus composiciones fueron principalmente instrumentales, y tocadas por orquestas en países como Chile, Italia, Francia, EE. UU., Argentina.
Algunas de sus obras incluye
- String Quartet (1951)
- Cinco epigramas para orquesta (1952)
- Cantata de la muerte a la mañana (1960)
- Tessimenti (dedicado a su hijo Bastián, 1964) para soprano, mezzosoprano y orquesta de cámara[5]
- La vida es más corta que un día de invierno
- Merkabah, la historia de un viaje
- Adras (1967, estrenada en 1968 en el XI Festival de Música Chilena) para dos pianos
- Par quoi? A quoi? Pour quoi? (por encargo del Domaine Musical de París, para mezosoprano, nueve instrumentos y banda magnética, 1970)[6]
- Méralo para guitarra (1972) (dedicada y estrenada por Leo Brouwer)
- Maramoh (1972) para voz e instrumentos
- Mocolecomusic (1972)
- “Ils se sont perdus dans l'epace ètoile” (Ellos se perdieron en el espacio estrellado para orquesta (1975)
- Aulicio[3] (1985, por encargo del Ministerio de Cultura de Francia)
- Aulicio II
- Balagan (1993)
- Chacabuco: Ciudades fantasmas, comedia radiofónica (1994)
- Cuando aún no conocía tu nombre (1996)
- Paisajes - Memoria para flauta y piano (1996)[7]

## Discografía
- Jezira Santiago de Chile: Proyecto FONDArt 2000.[2]
- Homenaje Santiago de Chile: Proyecto FONDArt 2009.

## Filmografía
- Manos creadoras (1961)[8]

## Escritos
- leni Alexander Polack. 1955. Lettres de Leni Alexander à Louis Saguer, Santiago de Chile, 16 juin 1955 - 17 décembre 1982. 24 pp.

## Honores
- 1960: representa a Chile en el Festival de la SIMC en Colonia, Alemania, con la cantata De la muerte a la mañana«Jezira, de Leni Alexander». Santiago de Chile: El Mercurio. 21 de enero de 2001. Archivado desde el original el 4 de marzo de 2016. Consultado el 12 de marzo de 2013.

Miembro de
- Asociación Nacional de Compositores